# MAN-Stahlhaus in Groß Buchholz

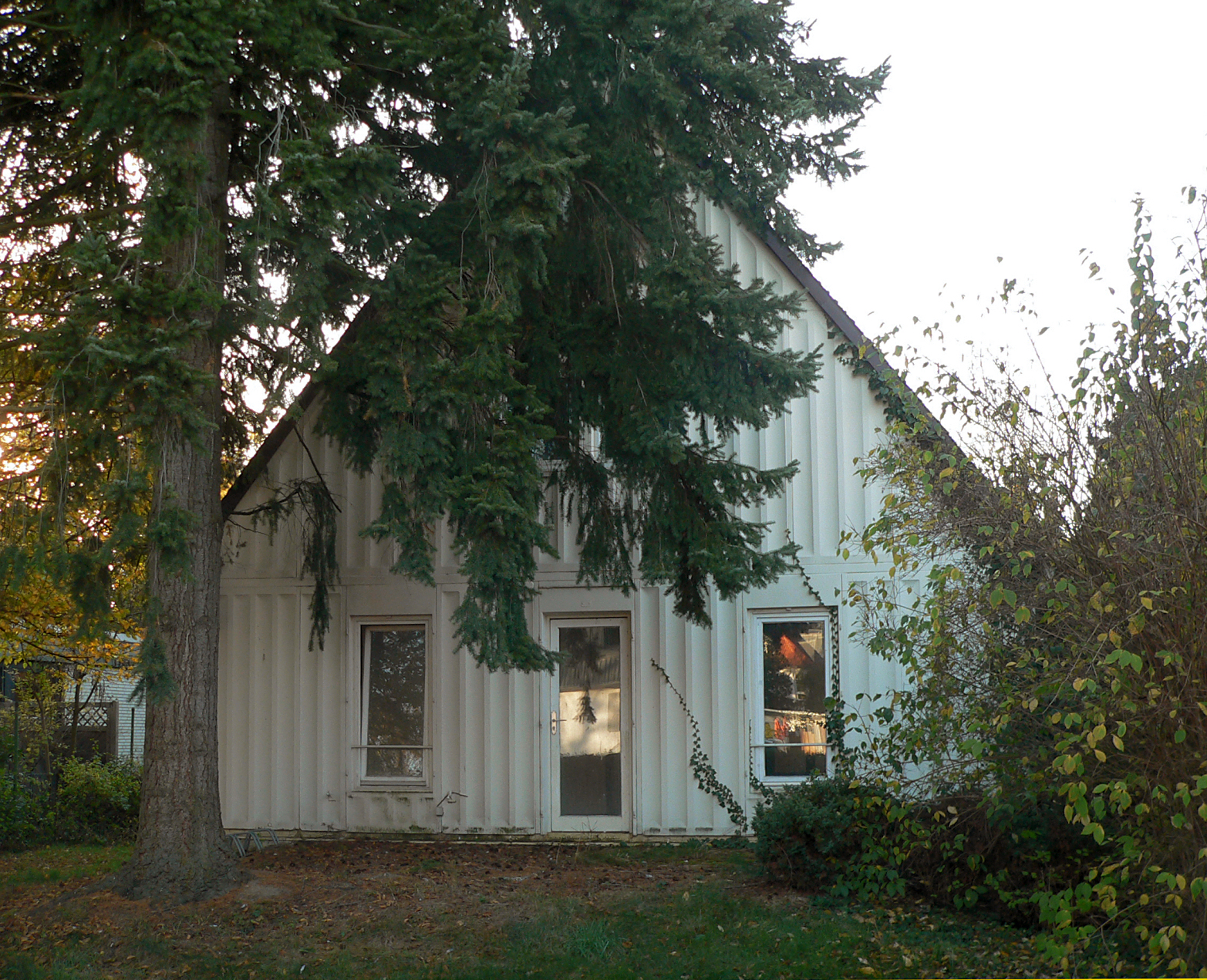
MAN-Stahlhaus in Groß Buchholz

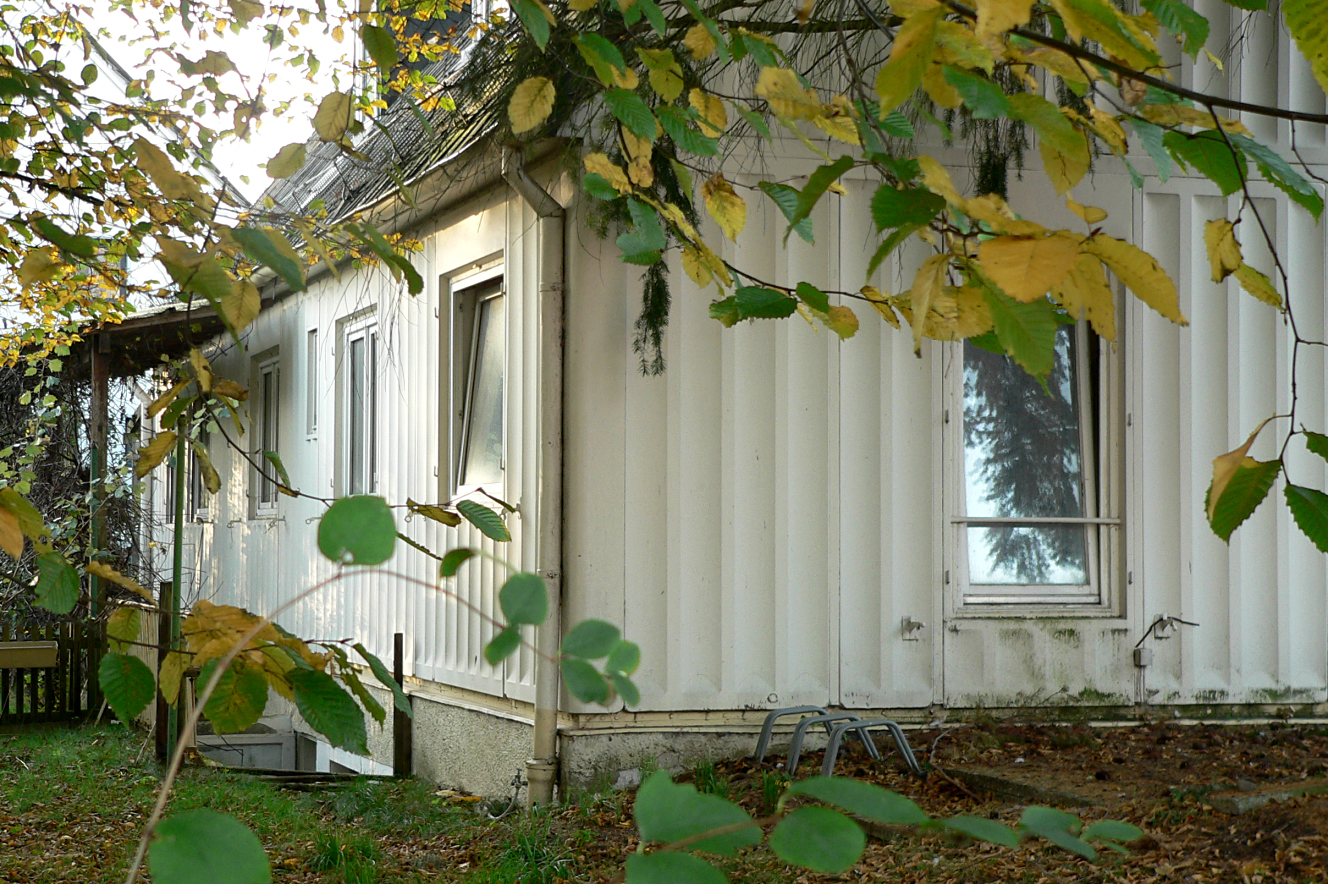
Seitliche Ansicht

Das MAN-Stahlhaus in Groß Buchholz ist ein Wohnhaus vom Typ MAN-Stahlhaus im Stadtteil Groß Buchholz in Hannover, das unter Denkmalschutz steht.
Das Wohngebäude wurde 1951 als Fertigteilhaus der Firma MAN auf einem gemauerten Fundament errichtet. Die Wandelemente aus Stahl sind  vorgefertigt und an einer Stahlrahmenkonstruktion befestigt. Eine Wärmedämmung aus Glasfasermatten befindet sich zwischen den äußeren Stahlblechen und Hartfaserplatten im Inneren. Die Stahlwände sind gegen Korrosion geschützt. Außen weisen sie einen Ölfarbanstrich auf.
Das Niedersächsische Landesamt für Denkmalpflege begründete die Denkmaleigenschaft des Gebäudes damit, dass es eines der wenigen in Deutschland erhaltenen Häuser dieses Bautyps ist. Auch sei es für die Siedlungs- und Stadtbaugeschichte sowie für die Bau- und Kunstgeschichte von Bedeutung.